# Мялковский, Руслан Олегович
Руслан Олегович Мялковский (бел. Руслан Алегавіч Мялкоўскі; род. 7 мая 2006, Минск) — белорусский футболист, полузащитник московского «Локомотива».

## Карьера

### «Арсенал» Дзержинск

#### Начало карьеры
Воспитанник футбольной академии столичного «Минска». В августе 2019 года футболист перешёл в структуру брестского «Динамо», откуда позже перебрался в брестский «Рух». Также футболист является выпускником «Академии АБФФ». В июле 2022 года футболист стал игроком дзержинского «Арсенала». Дебютировал за клуб футболист 10 июля 2022 года в матче против могилёвского «Днепра», выйдя на замену на 79 минуте. Дебютный гол за клуб футболист забил 6 ноября 2022 года в матче также против могилёвского Днепра». Также футболист стал одним из самых молодых авторов забитого гола в рамках Высшей лиге в возрасте 16 лет и 183 дней. По итогу сезона футболист вместе с клубом отправился в стыковые матчи за сохранение прописки в чемпионате, где по сумме встреч уступили «Макслайну» и вылетели в Первую лигу.

#### Сезон 2023
В январе 2023 года футболист вместе с клубом стал готовиться к новому сезону. В марте 2023 года футболист продлил контракт с дзержинским «Арсеналом» до конца сезона. Первый матч в новом сезоне футболист сыграл 30 апреля 2023 года против пинской «Волны», выйдя на замену на 67 минуте и отличившись первой в сезоне результативной передачей. Вместе с клубом футболист досрочно стал победителем Первой лиги, получив прямое повышение в Высшую лигу. На протяжении сезона футболист был одним из основных игроков клуба, часть сезона также пропустив из-за выступлений на международном уровне за юношеские сборные, отличившись своей единственной результативной передачей, однако преимущественно выходил на поле со скамейки запасных.

#### Сезон 2024
Первый матч в новом сезоне за клуб футболист сыграл 5 апреля 2024 года «Витебска», выйдя на замену на 71 минуте. Первым результативным действием за клуб футболист отличился 1 июня 2024 года в матче против минского «Динамо». Первым забитым голом за клуб футболист отличился 22 июня 2024 года в матче против столичного «Минска». По итогам сентября 2024 года футболист был признан лучшим игроком дзержинского клуба, отличившись по забитому голу в матчах против брестского «Динамо» и «Слуцка». По итогу сезона футболист вместе с клубом завершил чемпионат на итоговом десятом месте. На протяжении сезона футболист выступал за дзержинский клуб в роли одного из ключевых игроков, отличившись 4 забитыми голами и 3 результативными передачами. 

### «Локомотив» Москва

#### Аренда в «Арсенал» Дзержинск
В январе 2025 года перешёл в московский «Локомотив», подписав контракт до июня 2028 года и на правах арендного соглашения отправился назад в дзержинский «Арсенал» до конца сезона. Новый сезон начал 16 марта 2025 года с матча против брестского «Динамо», выйдя на поле в стартовом составе. Первым забитым голом за клуб в сезоне отличился 10 мая 2025 года в матче против столичного «Минска». В июле 2025 года появилась информация, что футболистом интересуются «МЛ Витебск» и российский «Пари Нижний Новгород». Также игрок в начале июля 2025 года отправился в распоряжение московского «Локомотива», где принимал участие в предсезонных сборах основной команды. В середине июля 2025 года футболист покинул дзержинский «Арсенал» и отправился в распоряжение основной команды московского клуба. За первую половину сезона в составе белорусского клуба отличился 4 забитыми голами и 2 голевыми передачами.

#### Сезон 2025/26
Первые матчи за московский клуб проводил на скамейке запасных. Дебютировал за клуб 13 августа 2025 года в матче Кубка России против калининградской «Балтики», выйдя на замену на 71 минуте.

## Международная карьера
В августе 2021 года дебютировал за юношескую сборную Беларуси до 17 лет в товарищеском матче против Украины. В сентябре 2021 года дебютировал за юношескую сборную Беларуси до 16 лет в товарищеских матчах против сверстников из Турции. Затем в октябре 2021 вместе со сборной принимал участие в квалификационных матчах на юношеский чемпионат Европы до 17 лет. Дебютный гол за клуб забил 22 октября 2021 года в матче против сборной Армении. В феврале 2022 года стал серебряным призёром Кубка Развития, проиграв в серии пенальти Израилю. Сам футболист являлся капитаном сборной, а также был признан лучшим полузащитником турнира.
В октября 2022 года футболист отправился на квалификационные матчи юношеского чемпионата Европы до 17 лет. Первый матч сыграл 20 октября 2022 года в матче против сверстников Норвегии. В следующем матче 23 октября 2022 года отличился результативной передачей против сборной Ирландии. В последнем квалификационном матче 26 октября 2022 года против Армении футболист отличился забитым голом. В ноябре 2022 года футболист официально вышел в основной этап квалификаций юношеского чемпионата Европы, заняв итоговое третье место в группе. В марте 2023 года футболист получил вызов на весенние сборы для участия в юношеском чемпионате Европы. В первом матче элитного раунда квалификации 22 марта 2023 года против Сербии футболист отличился победным забитым голом.
В сентябре 2023 года футболист получил вызов в юношескую сборную Беларуси до 19 лет на учебно-тренировочный сбор. В ноябре 2023 года футболист со сборной отправился на квалификационные матчи юношеского чемпионата Европы. Дебютировал за сборную 15 ноября 2023 года в матче против сборной Греции, отличившись дебютным забитым голом. В июне 2024 года футболист вместе с молодёжной сборной Беларуси принял участие в товарищеских матчах. Дебютировал за сборную футболист 5 июня 2024 года в матче против сборной Мальты. Дебютным забитым голом за сборную футболист отличился 25 марта 2025 года в товарищеском матче против сборной Турции.

## Достижения
Клубные
«Арсенал» Дзержинск
- Победитель Первой лиги: 2023